# Ischemie
Ischemie is een onvoldoende doorbloeding richting een orgaan of weefsel, waardoor er in het betreffende weefsel een zuurstoftekort optreedt dat de energieleverende celademhaling, en vervolgens de hele stofwisseling, in de weefselcellen belemmert. 
Ieder orgaan in het menselijk of dierlijk lichaam heeft voor het functioneren een zekere hoeveelheid zuurstof, energieleverende stoffen, en bouwstoffen nodig, die bij alle organen door het bloed worden aangevoerd. Ook moeten toxische producten afkomstig van de stofwisseling in de weefselcellen, bijvoorbeeld bilirubine, kunnen worden afgevoerd. Vermindert of stopt de bloedtoevoer, dan komt het orgaan in moeilijkheden, na een tijdsduur die omgekeerd evenredig is met de intensiteit van de stofwisseling of metabolisme in het betreffende weefsel of orgaan.

## Oorzaken
Er zijn twee oorzaken voor ischemie: problemen in de aanvoer van bloed en problemen bij de afvoer. De laatste komt minder vaak voor, maar is wel van belang: als alle afvoerende bloedvaten verstopt zijn, is de doorstroming ook in gevaar.
Er is in de meeste gevallen sprake van problemen in de aanvoer. Mogelijke oorzaken daarvan zijn:
- Het hart klopt te langzaam of niet voldoende krachtig, de symptomen van hartfalen.
- De aanvoerende slagader, of artérie, is verstopt door:
  - een trombus. Dat geeft trombose.
  - een embolie
  - arteriosclerose
  - atheromatose
- De slagader is afgekneld door:
  - een tumor
  - een beklemde breuk, een complicatie bij onder andere een navelbreuk en liesbreuk
  - torsie, bijvoorbeeld een gedraaid stuk darm
  - intus-susceptie, een ineengeschoven stuk darm
- onvoldoende circulerend bloedvolume door bloedverlies bij een verwonding.
- sikkelcelanemie

## Gevolgen
De hersenen zijn het gevoeligst voor ischemie, en lopen al na enkele minuten zonder toevoer van zuurstof en voedingsstoffen (de celbrandstof glucose) onomkeerbare schade op. Een ander kwetsbaar orgaan is de hartspier. Veel andere weefsels en organen kunnen enkele uren van zuurstof en voedingsstoffen verstoken blijven, mits ze worden gekoeld, ter vertraging van de stofwisseling in het betreffende weefsel of orgaan. Bijvoorbeeld een gekoelde donornier kan bij 0°C worden vervoerd, om deze vervolgens bij een nierpatiënt te implanteren.

## Behandeling
De behandeling ligt in theorie voor de hand: de doorstroming weer op gang brengen door de pompfunctie van het hart te herstellen, het bloedvolume op peil te brengen, en de geblokkeerde vaten weer open te maken. In de  praktijk is dit echter een van de lastigste problemen van de geneeskunde. Vooral naarmate de geblokkeerde vaatjes kleiner zijn, is het moeilijker de doorbloeding te herstellen. Bij problemen in de hersenen en in het hart is er bovendien altijd maar weinig tijd, waarin de behandeling nog zinvol is.
Voorbeelden van behandelingen om de doorbloeding te herstellen zijn trombolyse, PTCA of dotteren en een overbruggingsoperatie.

## Voorbeelden
Bekende, op ischemie berustende klachten bij de mens zijn onder andere:
- in het hart:
  - een hartinfarct
  - angina pectoris, dat is een pijn op de borst door doorbloedingsstoornissen van de hartspier
- in de hersenen[1]
  - TIA, transient ischemic attack, kortstondige ischemische aanval
  - cerebrovasculair accident, beter bekend als beroerte of attaque
  - tussenvormen hiervan: RIND of reversible ischemic neurological deficit
- amaurosis fugax, een gevolg van een doorbloedingsstoornis van het netvlies.
- etalagebenen, claudicatio intermittens
- angina abdominalis, plotselinge heftige buikpijn
- vasculaire gangreen